# Епископ арадски Пахомије
Пахомије Кнежевић (Будим, око 1727 — 8. мај 1783, Арад) био је епископ Арадске епархије Карловачке митрополије.

## Биографија
Родом је из Будима, а крштено име му је било Павле.
Завршио је основну школу и гимназију у Будиму и Пожуну. Студирао је потом у Халеу и добро научио немачки језик. У Халеу, у Саксонској је као јеромонах изучавао три године теологију и филозофију, око 1750. године.
По рукоположењу био је постављен за егзарха митрополита карловачког Павле Ненадовића. Био је архимандрит у манастиру Раковцу. За време пропутовања аустријског цара Јосифа II 1768. године по Банату, упознао се као архимандрит и разговарао (на немачком) са владаром у Араду. Било је то након присуства владаревог на литургији у арадској православној цркви када је седео у левој певници, док је служио Пахомије.
На личну интеренцији цара Јосифа II постављен је за владику у Араду, као егзарх у Земуну. Био је дијецезан Арадске епархије (1769-1783) до смрти. Он је као високо образован човек наставио борбу за очување православља у Араду и околини, посебно у Бихару. Увео је административни ред у својој епархији.